# Ptení
Ptení (en allemand : Ptin) est une commune du district de Prostějov, dans la région d'Olomouc, en République tchèque. Sa population s'élevait à 1 096 habitants en 2023.

## Géographie
Ptení se trouve à 7 km à l'ouest de Kostelec na Hané, à 12 km à l'ouest-nord-ouest de Prostějov, à 23 km à l'ouest-sud-ouest d'Olomouc et à 193 km à l'est-sud-est de Prague.
La commune est limitée par Stražisko au nord, par Přemyslovice, Hluchov et Zdětín à l'est, par Vícov et Stínava au sud, par Malé Hradisko au sud-ouest, par Lipová et Suchdol à l'ouest.

## Histoire
La première mention écrite de la localité date de 1131.

## Administration
La commune se compose de trois sections :
- Holubice
- Ptení
- Ptenský Dvorek

## Galerie

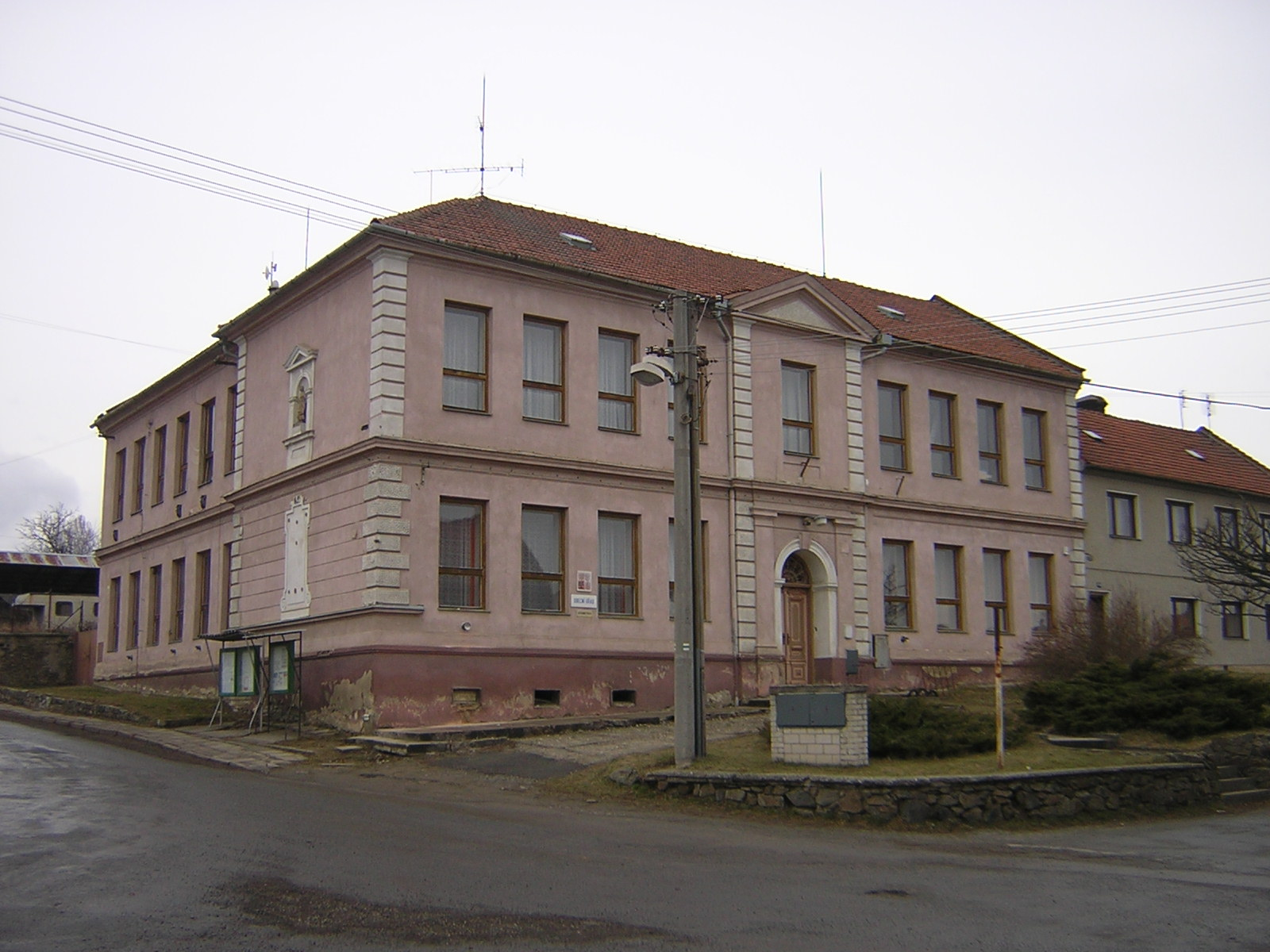
Ptení : la mairie.
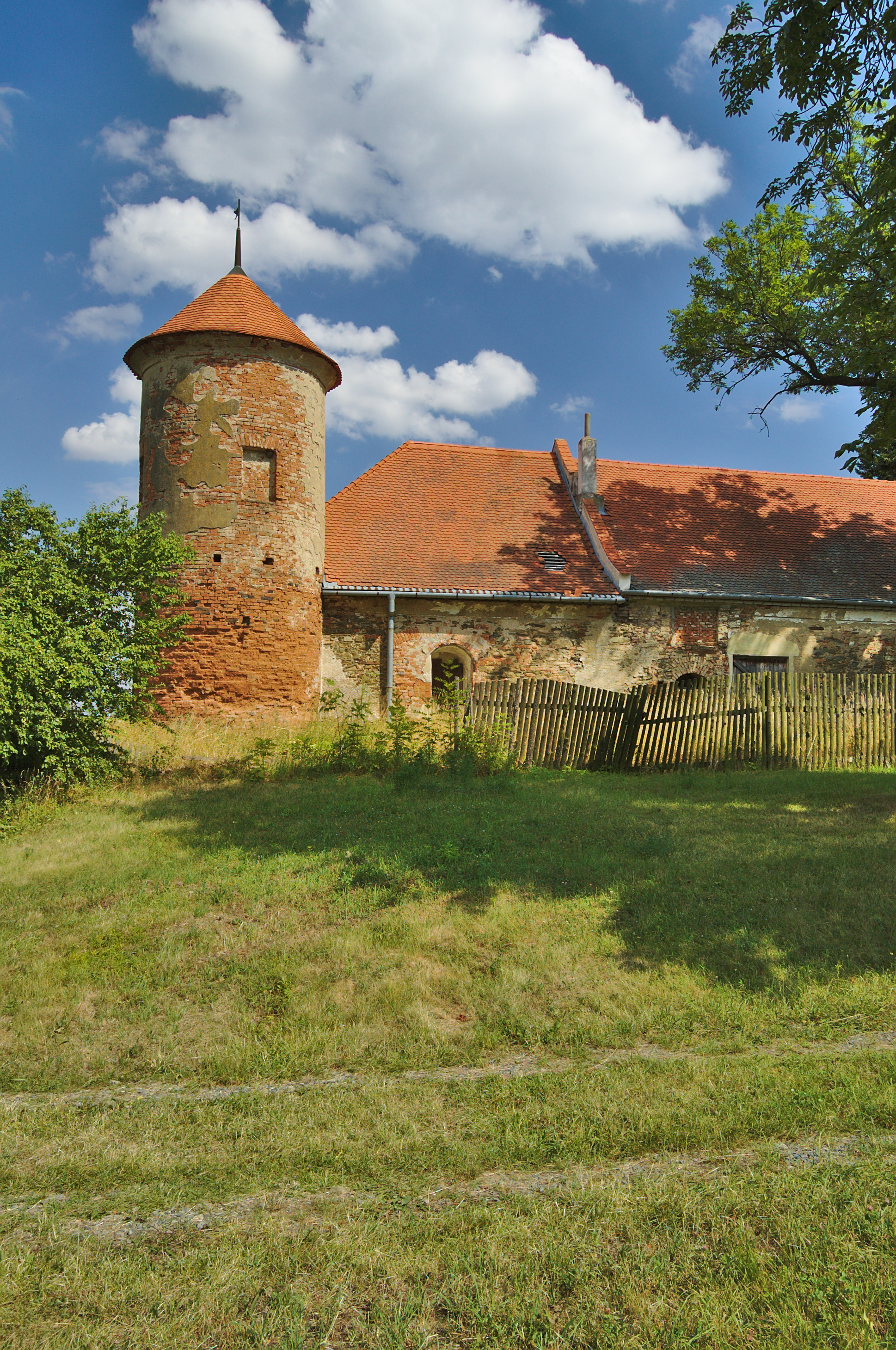
Château de Ptení.
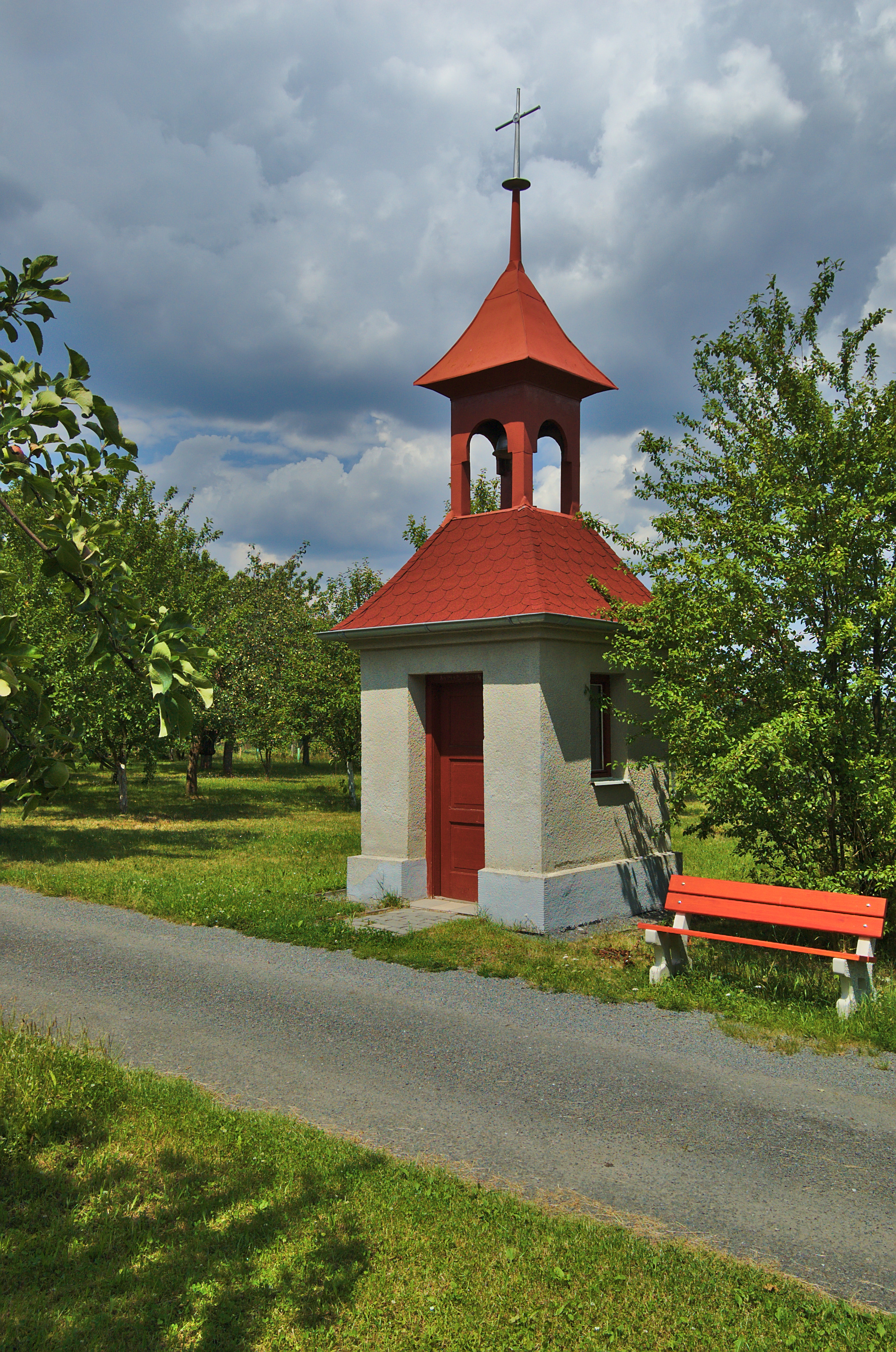
Chaplle à Holubice.

## Transports
Par la route, Ptení se trouve à 8 km de Kostelec na Hané, à 14,5 km de Prostějov, à 30 km d'Olomouc et à 246 km de Prague.

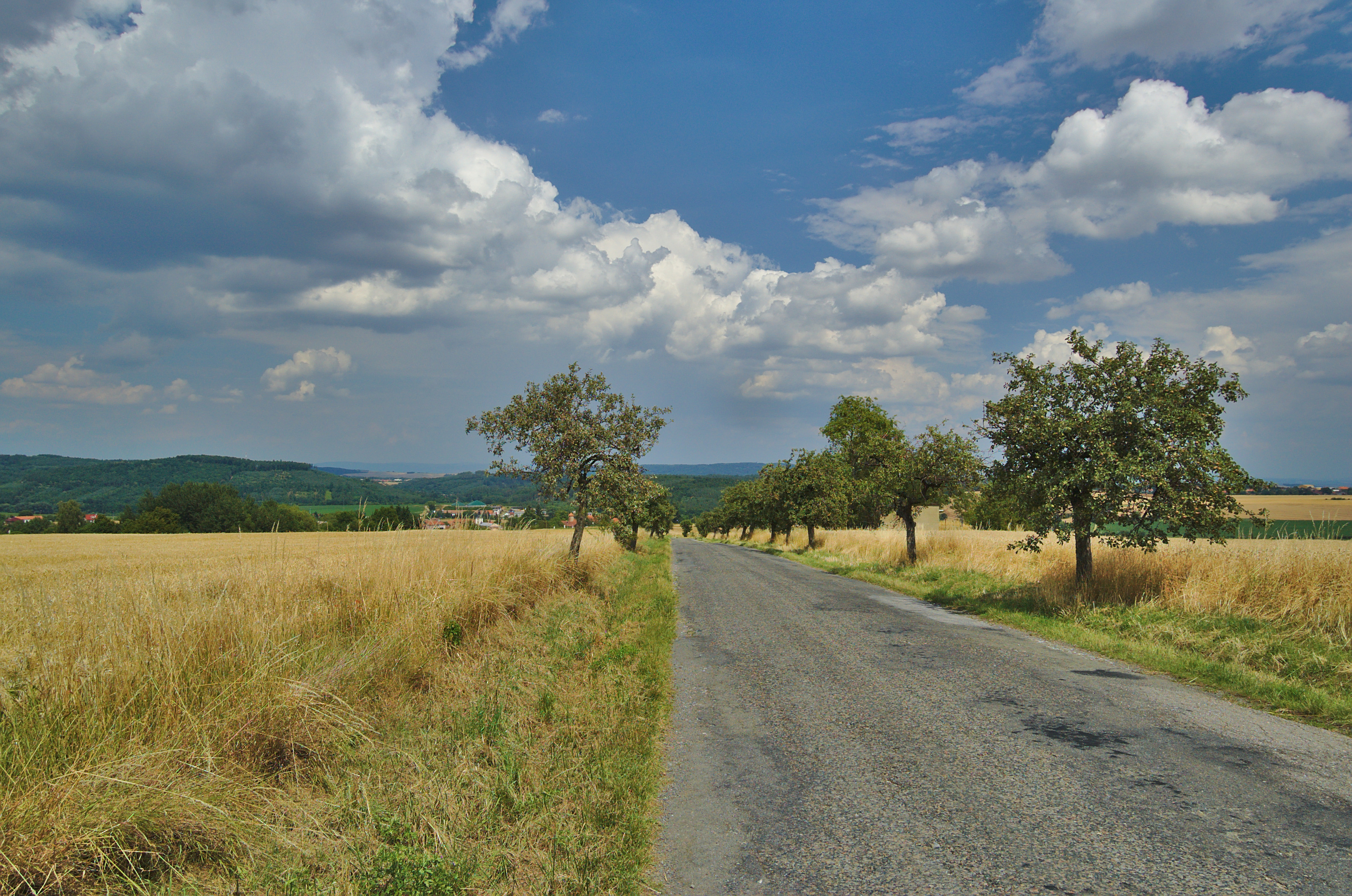
Vue de Ptení depuis la route d'Holubice.